# 皮纹病
皮紋病（英語：Adermatoglyphia）是一個非常罕見的遺傳疾病，會導致患者沒有指紋。目前全世界只有四個已知的大家庭受此情況影響。
2007年，一個來自瑞士的人缺少指紋作為一個獨立的發現被發表。表型定位於4q22號染色體。在SMARCAD1-helicase基因的一個3'外顯子的剪接位點上，檢測到一個點突變。它導致皮膚特異性蛋白的縮短。突變的雜合模式提示一種常染色體顯性遺傳模式。
其他因素也可能會導致指紋缺失，但與之不同的是，皮紋病沒有副作用。解旋酶的突變與其他罕見的遺傳疾病有關，例如維爾納綜合徵。